# سوءتفاهم‌های جزئی
سوءتفاهم‌های جزئی (ایتالیایی: Piccoli equivoci; انگلیسی: Little Misunderstandings) یک فیلم کمدی ایتالیایی به کارگردانی ریکی توناتسی است که در سال ۱۹۸۹ منتشر شد و در جشنواره فیلم کن ۱۹۸۹ به‌نمایش درآمد.

## بازیگران
- سرجو کاستلیتو
- لینا ساستری
- روبرتو چیتران
- نانسی بریلی
- نیکولا پیستویا
- پینو کوارتولو